# 光明十字路口站
光明十字路口站（：／ Gwangmyeong-sageori yeok */?）是首爾地鐵7號線沿線的一座地下車站，位於韓國京畿道光明市光明洞。通車時的站名為光明站（광명역），後因首都圈電鐵1號線光明站的開通而改為「光明十字路口站」。

## 車站構造
站體為2面3線完全混合式月台的地下車站，候車月台設有月台幕門，並有10處出口。往長岩方向的側線月台於早上尖峰時段為車輛基地的出廠軌道。

### 月台配置
| 鐵山 ↑   |
| \| 上 \| |
| ↓ 天旺   |

| 月台 | 路線           | 目的地                                   |
| ---- | -------------- | ---------------------------------------- |
| 上行 | ●首爾地鐵7號線 | 加山數碼園區、梨水、上鳳、長岩方向       |
| 下行 | ●首爾地鐵7號線 | 天旺、溫水、富川市廳、富平區廳、石南方向 |

## 歷史
- 2000年2月29日：落成啟用。

## 車站周邊
- 牧甘川（朝鲜语：목감천）
- 光明初等學校
- 光明市場
- 光明中央市場
- 光明樂天影城
- E-mart光明店
- 韩亚银行光明分行
- 新韓銀行光明分行

## 圖片

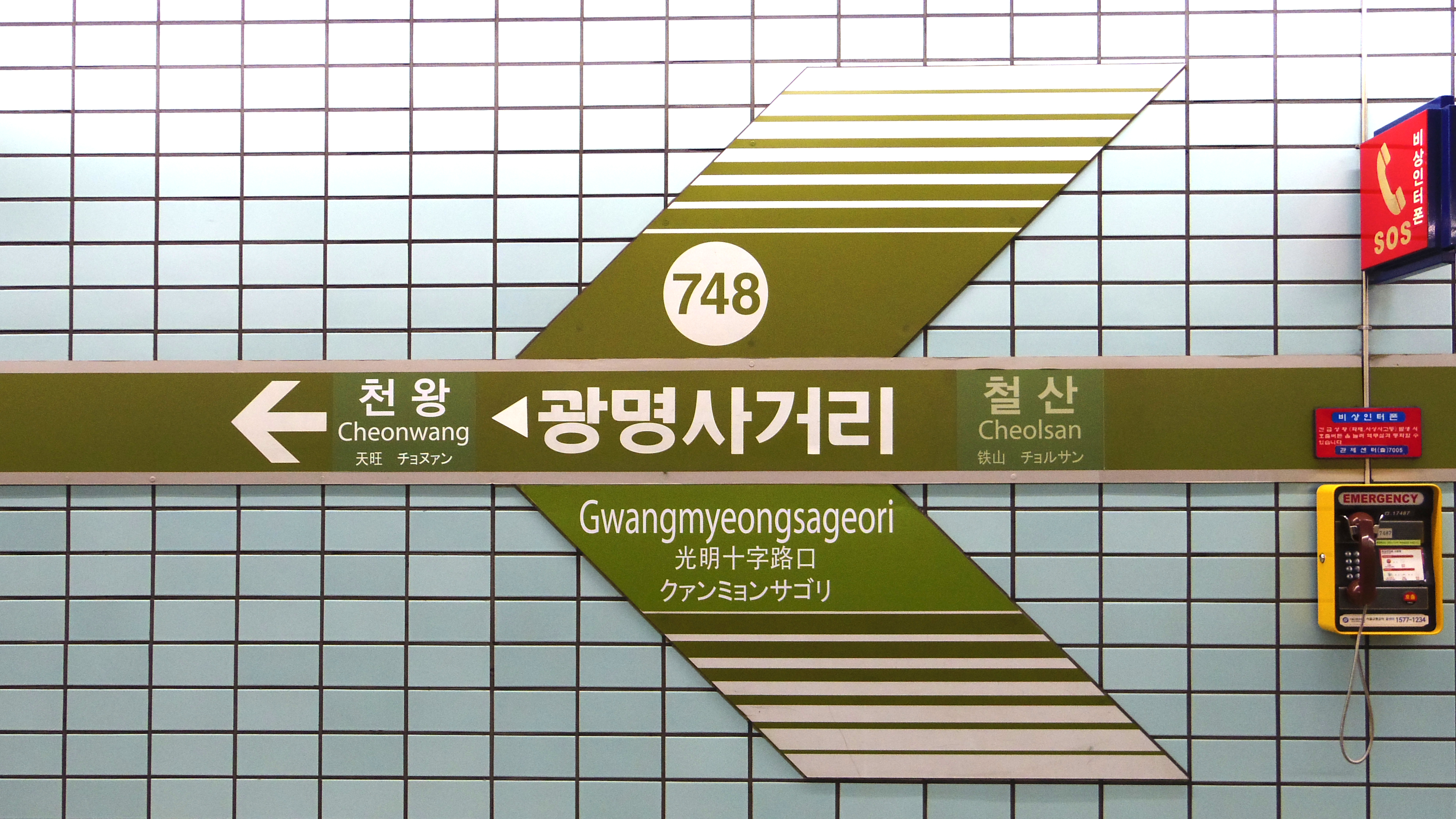
站名牌
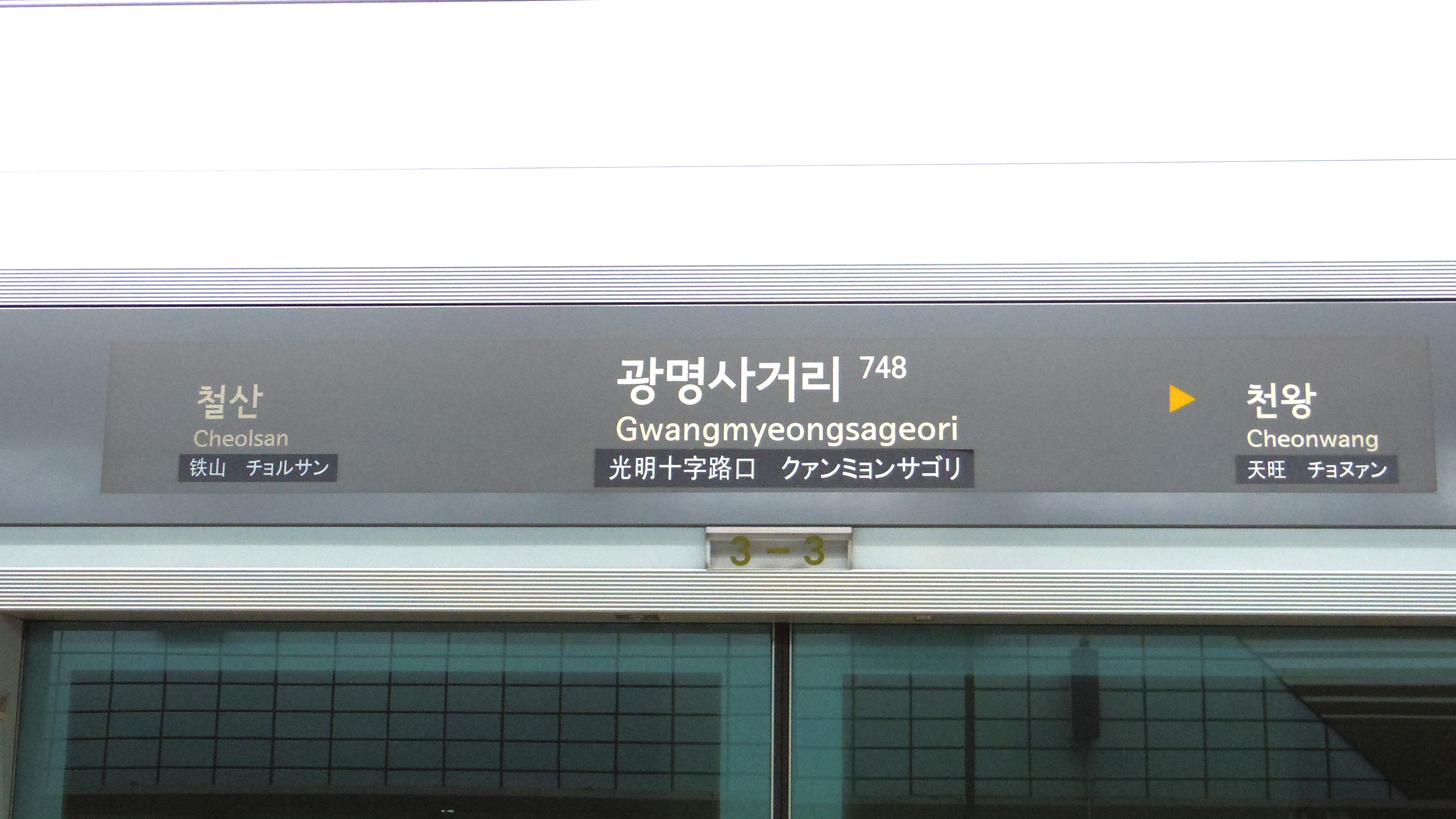
月台門資訊板
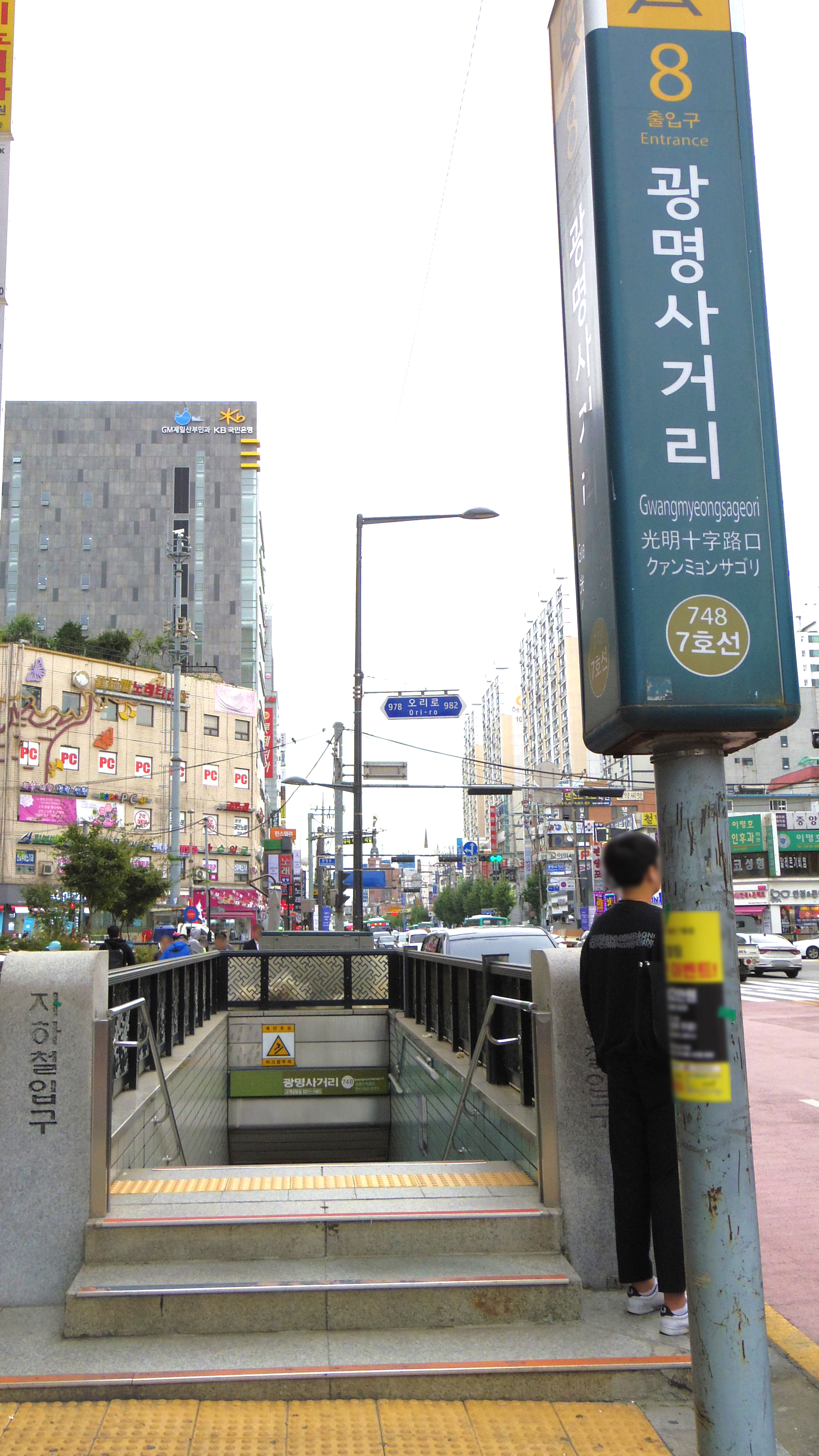
8號出口

## 相鄰車站
首爾交通公社
●首爾地鐵7號線
鐵山（747）－光明十字路口（748）－天旺（749）